# بخش شیرین‌سو
بخش شیرین‌سو' یکی از بخش‌های تابعه شهرستان کبودرآهنگ در استان همدان در غرب ایران است.مردم این بخش به زبان ترکی آذربایجانی صحبت می‌کنند و شغل اکثر آنها دامداری است.

## تقسیمات کشوری
- بخش شیرین‌سو
  - دهستان شیرین‌سو
  - دهستان مهربان علیا

نقاط شهری: شیرین‌سو

## جمعیت
بنابر سرشماری مرکز آمار ایران، جمعیت بخش شیرین سو شهرستان کبودراهنگ در سال ۱۳۸۵ برابر با ۲۱۷۲۳ نفر بوده است.